# 48411 Johnventre
48411 Johnventre è un asteroide della fascia principale. Scoperto nel 1985, presenta un'orbita caratterizzata da un semiasse maggiore pari a 2,5718552 UA e da un'eccentricità di 0,3228074, inclinata di 5,35812° rispetto all'eclittica.